# Mollinedia simulans
Mollinedia simulans là một loài thực vật có hoa trong họ Monimiaceae. Loài này được J.F. Macbr. miêu tả khoa học đầu tiên năm 1934.